# Георг Кантор
Георг Фердинанд Лудвиг Филип Кантор (на немски: Georg Ferdinand Ludwig Philipp Cantor) е германски математик.
Най-известен е като създател на съвременната теория на множествата, която се е превърнала във фундаментална теория в математиката. Кантор установява едно-към-едно съотношенията между множества, дефинира безкрайни множества и добре подредените множества и доказва, че реалните числа са повече на брой от естествените. Теоремата на Кантор включва „безкрайност на безкрайностите“. Той определя кардиналните и ординални числа и тяхното пресмятане.
Неговата теория за трансфинитните числа е първоначално смятана за не-интуитивна и дори шокираща.
Работата на Кантор срещнала опозиция в лицето на множество негови съвременници, например Леопол Кронекер, Анри Поанкаре, Херман Вайл и Лойцен Брауер, а Лудвиг Витгенщайн повдигнал философски възражения. Това негативно отношение се смята за причина за честите депресии, в които изпадал Кантор.
Кантор изказва предположението, че няма множество с мощност „междинна“ между континуума и изброимото. Това става и проблем номер 1 в известния списък на Хилбертови проблеми. В 1963 г. Паул Коен успява да докаже, че нито преположението, нито неговото отрицание следват от общоприетата аксиоматика (ZFC). Този факт остава като един стимулите в по-нататъшната разработка на идеите, предложени от Кантор.
В наши дни голямото мнозинство математици, които не са нито конструктивисти, нито финитисти, приемат работата на Кантор върху трансфинитните множества и аритметика, като я смятат за основна смяна на парадигмата. По думите на Давид Хилберт: „Никой няма да ни изгони от Рая, който Кантор създаде“..